# Enkelvoudige zin
Een enkelvoudige zin is in de ontleding een zin die uit een hoofdzin zonder bijzinnen bestaat. Een enkelvoudige zin heeft nooit meer dan één gezegde en is het tegenovergestelde van een samengestelde zin.
Een voorbeeld van een enkelvoudige zin in het Nederlands is de zin 
De man kwam de kamer binnen.
Deze zin bestaat uit een
- onderwerp (zinsdeel): De man
- een persoonsvorm: kwam
- een bijwoordelijke bepaling: de kamer
- een afscheidbaar deel van de persoonsvorm: "binnen"